# Brandenburg Museum

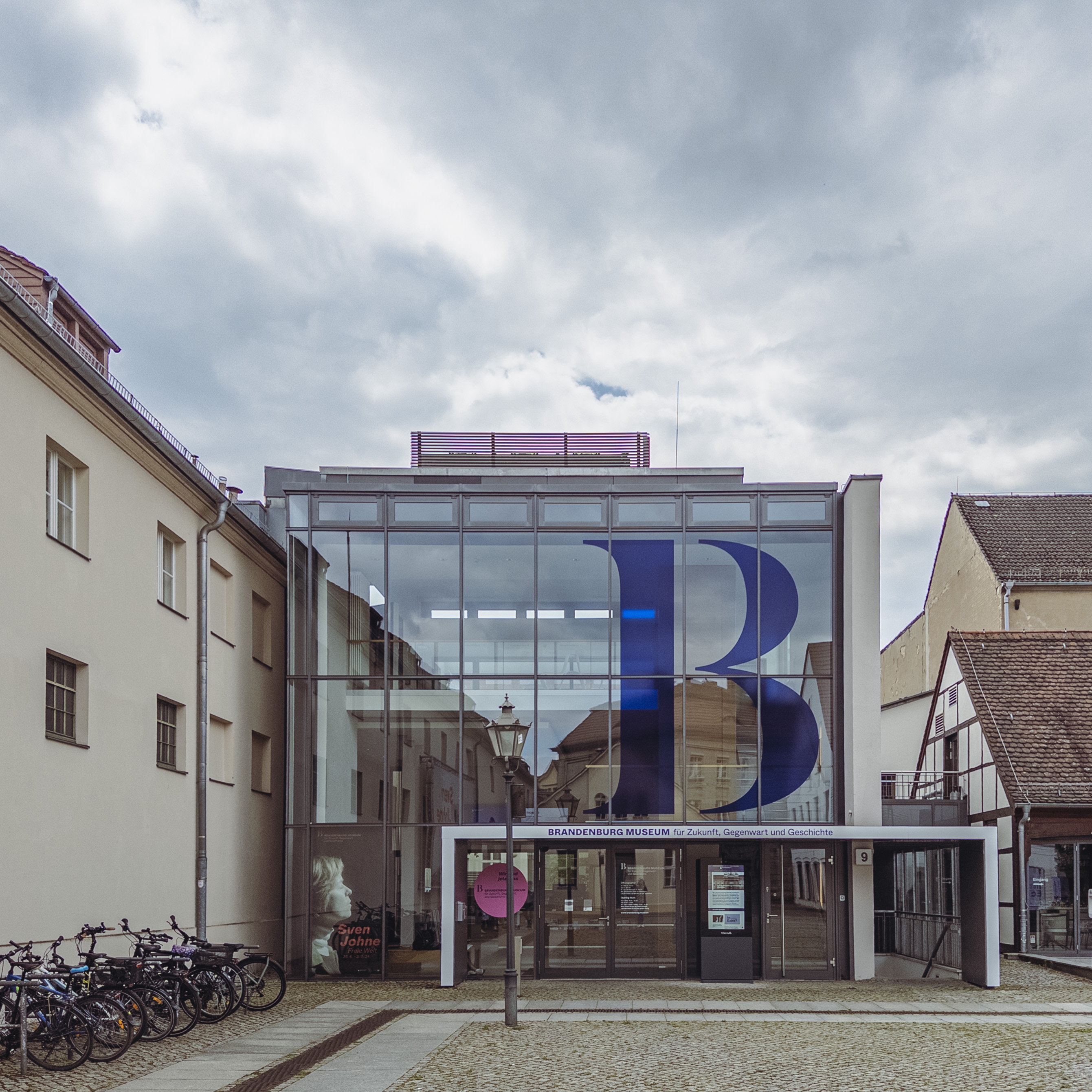
Außenansicht des Foyers des Brandenburg Museums.

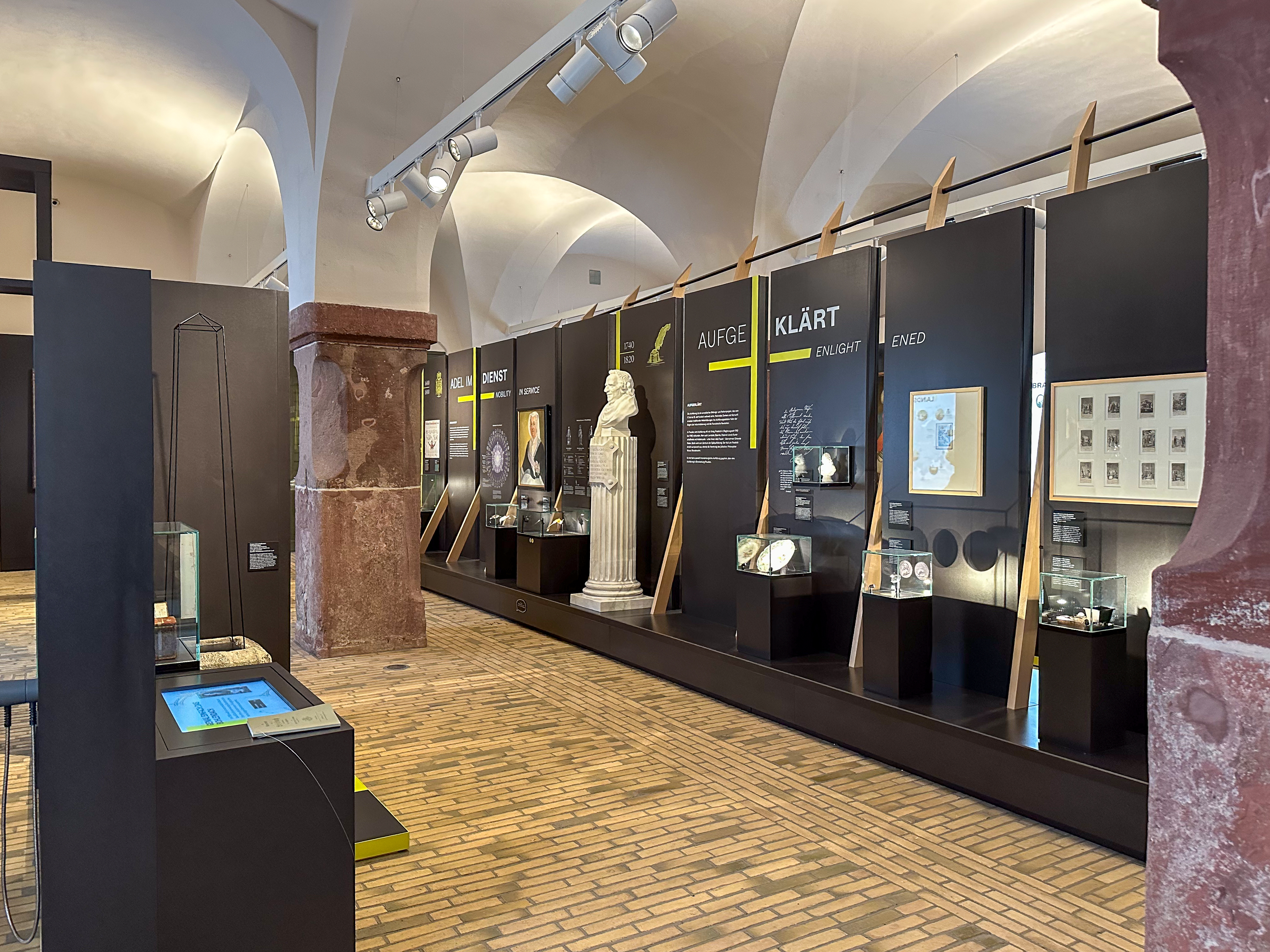
Ein Teil der Brandenburg.Ausstellung im Brandenburg Museum, die sich im ehemaligen Kutschpferdestall befindet.

Das Brandenburg Museum für Zukunft, Gegenwart und Geschichte (Brandenburg Museum), bis 2024 Haus der Brandenburgisch-Preußischen Geschichte, ist ein Museum am Neuen Markt in Potsdam, welches dort im Kutschpferdestall seinen Sitz hat. Es versteht sich als offenes Forum für die aktive Beschäftigung mit der Brandenburgischen und Preußischen Geschichte.

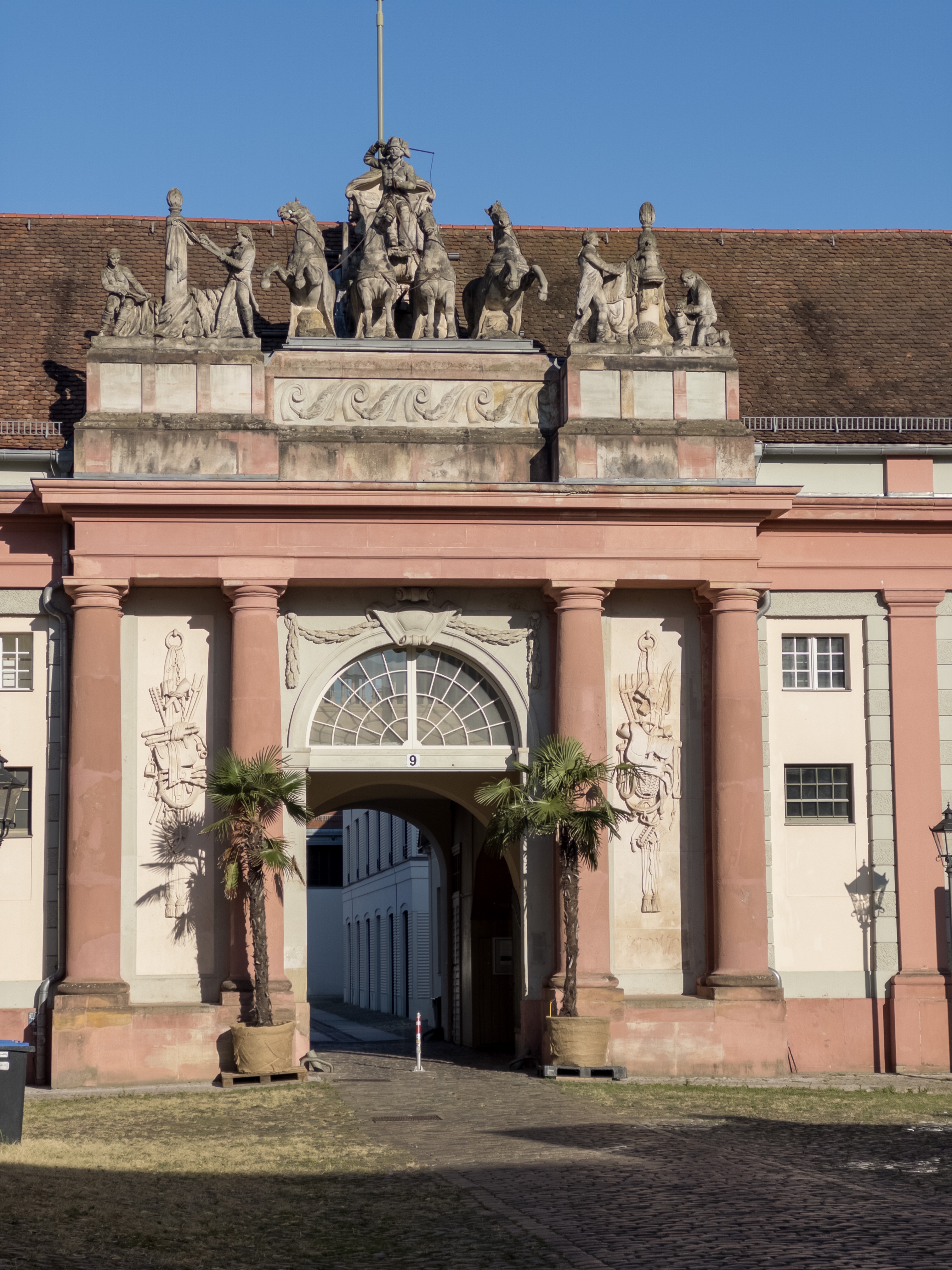
Das Kutschstalltor am Neuen Markt in Potsdam ist der Eingang zum Kutschstallhof. Auf dem Tor befindet sich die Quadriga.

Der Museumsbetrieb bietet die Überblicksausstellung „Brandenburg.Ausstellung“ sowie wechselnde Sonderausstellungen, die sich im ausgebauten Obergeschoss des Hauses befinden. Die Geschichte wird durch Medienstationen und historische Exponate aus diversen Brandenburger Museen und Sammlungen illustriert.
Das Haus hat unter anderem Kooperationen mit dem Potsdam-Museum, der Stadt- und Landesbibliothek Potsdam, dem Brandenburgischen Landesamt für Denkmalpflege und Archäologischen Landesmuseum, der Stiftung Stadtmuseum Berlin sowie dem Kulturzentrum Zamek in Poznań.
Es wurde 2003 gegründet, als durch die Grundsanierung des Kutschpferdestalls und dessen Nebengebäuden entsprechende Museumsräume zur Verfügung standen. Die Gesellschafter des Museums sind das Land Brandenburg und die Landeshauptstadt Potsdam. 2024 erfolgte eine Namensänderung.